# Azulino-da-montanha
Azulino-da-montanha (Sialia currucoides) é um pequeno tordo migratório que se encontra em distritos montanhosos do oeste da América do Norte.

## Taxonomia
O Sialia currucoides foi formalmente descrito em 1798 pelo naturalista alemão Johann Matthäus Bechstein e recebeu o nome de Motacilla s. Sylvia currucoides . O epíteto específico combina curruca, do nome binomial de Carl Linnaeus Motacilla curruca para a garganta branca menor, com o grego antigo -oidēs que significa "semelhante". O Sialia currucoides é agora colocado com os outros dois pássaros azuis no gênero Sialia que foi introduzido pelo naturalista inglês William John Swainson em 1827. A espécie é monotípica: nenhuma subespécie é reconhecida.

## Descrição
O Sialia currucoides é 15,5–18 centímetros (6,1–7,1 pol) de comprimento, pesa 24–37 gramas (0,85–1,3 oz), e tem uma envergadura de 11,0-14,2 in (28-36 cm). É sexualmente dimórfico na cor da plumagem, mas os sexos são semelhantes em tamanho. Um macho adulto é azul turquesa brilhante acima e azul um pouco mais claro por baixo, mas com uma barriga branca na parte inferior. Uma fêmea adulta tem asas e cauda azuis mais opacas, peito cinza, coroa cinza, garganta e costas. Na plumagem fresca do outono, a garganta e o peito da fêmea são acastanhados perto do flanco contrastando com a parte inferior da cauda branca.

## Distribuição e habitat
Seu habitat de reprodução é o campo aberto no oeste da América do Norte, incluindo áreas montanhosas, até o norte do Alasca. Embora os pássaros azuis das montanhas possam ser encontrados em alguns estados durante todo o ano, seu alcance é amplo - eles geralmente migram para o sul para o México no inverno e para o norte no oeste do Canadá e até no Alasca no verão. Dependendo da época do ano, eles podem ser onipresentes em ambientes de montanha, como pastagens ou paisagens de artemísia, onde árvores e arbustos estão bastante espalhados.

## Comportamento e ecologia

### Reprodução

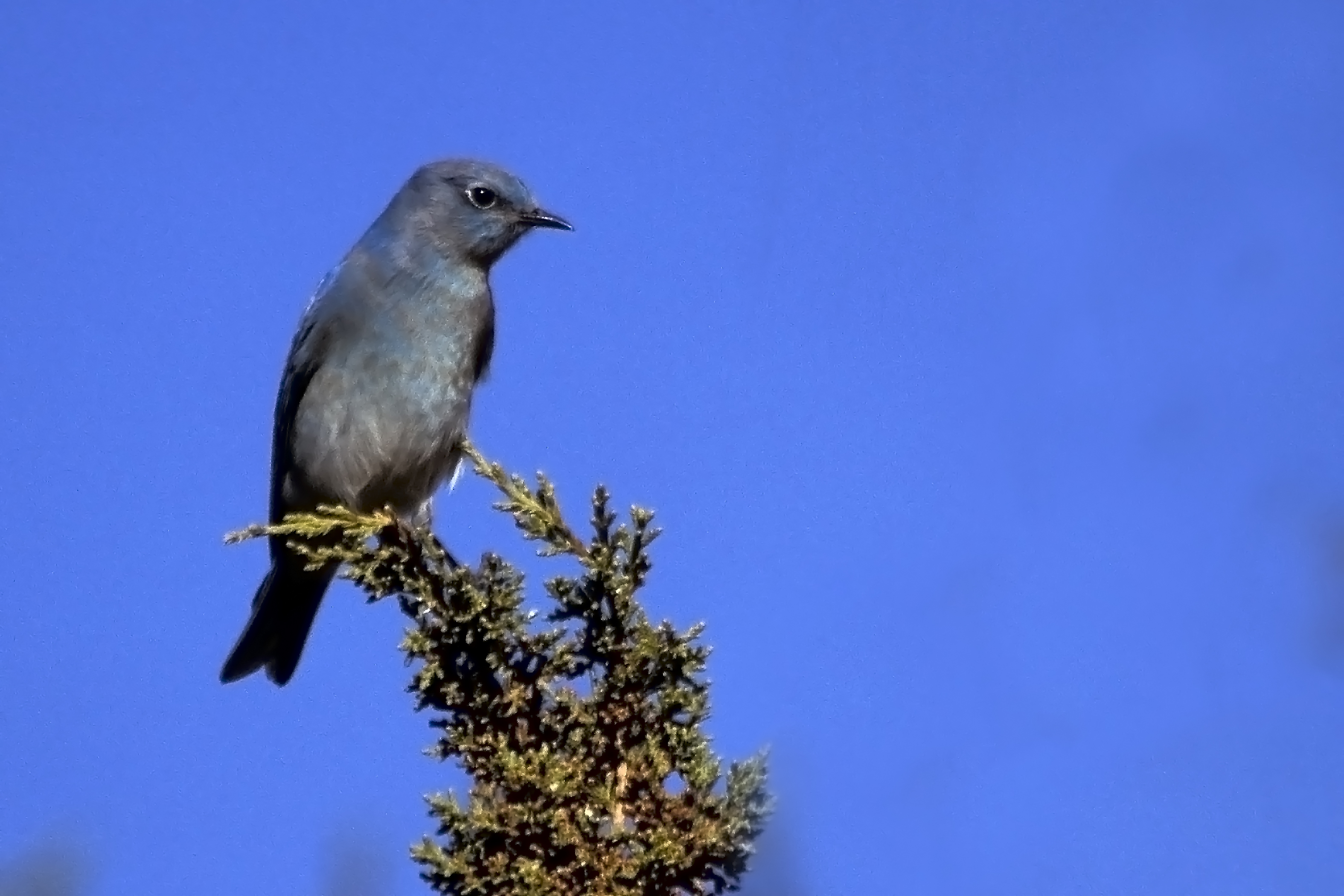

Os pássaros azuis da montanha nidificam em cavidades preexistentes ou em caixas de ninho. Em áreas remotas, essas aves são menos afetadas pela competição por locais naturais de nidificação do que outros. Os pássaros azuis da montanha são monogâmicos. Depois que o casal decide em conjunto um local ideal para a nidificação, a fêmea normalmente constrói seu ninho com material fino e seco da paisagem circundante, enquanto o macho protege a área, defendendo-se de visitantes indesejados. É verdade, porém, que machos e fêmeas protegem ferozmente o ninho. Uma vez que o ninho é construído, a fêmea põe um ovo por dia. Os ovos são azuis pálidos e não marcados, às vezes brancos. O tamanho da ninhada é de quatro ou cinco ovos e ela os incubará por cerca de duas semanas. Os jovens estão nus e indefesos na eclosão e podem ter algumas penugens. Os filhotes geralmente levam cerca de 21 dias antes de deixarem o ninho, e pode levar até dois meses para levar os filhotes a um estágio de desenvolvimento em que sejam capazes de se defender e se sustentar.
Eles podem até reutilizar o mesmo ninho, embora nem sempre. Essas aves não abandonarão um ninho se a atividade humana for detectada perto ou no ninho. Por causa disso, eles podem ser facilmente anilhados enquanto ainda estão no ninho. As ameaças de predação para aqueles que vivem em caixas de nidificação são principalmente de gatos domésticos, guaxinins e a mosca parasita Apaulina stalia.

### Alimentando
Durante o verão, a dieta dos pássaros azuis da montanha consiste predominantemente de insetos; enquanto, nos meses de inverno, eles comem principalmente bagas (como bagas de zimbro, bagas de azeitona russa, sabugueiro, etc.) e sementes de frutas (como sementes de visco e uvas, só para citar alguns). Esses pássaros pairam sobre o chão e voam para pegar insetos, também voando de um poleiro para pegá-los. A primeira técnica consome até 8 vezes a energia de sentar em um poleiro e esperar. Eles podem forragear em bandos no inverno, procurando gafanhotos.

## Relacionamento com humanos
O Sialia currucoides é o pássaro do estado de Idaho e Nevada. De maneira mais geral, o pássaro azul viveu na imaginação de escritores e poetas como antigos portadores de alegria e devaneio. O pássaro do Twitter é baseado no Sialia currucoides.

## Status
Os pássaros azuis da montanha são bastante comuns, mas as populações diminuíram cerca de 26% entre 1966 e 2014, de acordo com o North American Breeding Bird Survey. A Partners in Flight estima que a população global de reprodução seja de 4,6 milhões, com 80% passando parte do ano nos EUA, 20% se reproduzindo no Canadá e 31% invernando no México. A espécie classifica um 8 de 20 na Continental Concern Score. Mountain Bluebird é uma espécie de Stewardship EUA-Canadá e não está na Lista de Observação de Aves de 2014 . Esses pássaros azuis se beneficiaram da expansão para o oeste da extração de madeira e pastoreio no final do século XIX e início do século XX, quando o desmatamento da floresta criou um habitat aberto para forrageamento. O declínio subsequente dessas indústrias, juntamente com a supressão deliberada de incêndios florestais, levou a uma diminuição da área aberta no oeste e ao declínio da espécie. Mais recentemente, à medida que as práticas de uso da terra se estabilizaram, o mesmo aconteceu com as populações de Mountain Bluebird. A construção de caixas-ninho em habitat adequado também proporcionou um aumento populacional. As populações estão diminuindo em áreas onde as árvores são muito pequenas para fornecer cavidades naturais de nidificação e onde as práticas de manejo florestal e agrícola reduziram a disponibilidade de locais adequados para nidificação. Entre as aves que nidificam em cavidades, mas não conseguem escavá-las por conta própria, a competição é alta por locais de nidificação. Aves de montanha, ocidentais e, mais recentemente, orientais competem por caixas-ninho onde seus alcances se sobrepõem. Pardais domésticos, estorninhos europeus e carriças domésticas também competem ferozmente com pássaros azuis pelas cavidades dos ninhos.

## Espécies semelhantes
- Bluebird ocidental ( Sialia mexicana )
- Bluebird oriental ( Sialia sialis )